# Verdun-en-Lauragais
Verdun-en-Lauragais là một xã của Pháp, nằm ở tỉnh Aude trong vùng Occitanie.
Người dân địa phương trong tiếng Pháp gọi là Verdunois.

## Hành chính
| Danh sách các xã trưởng                |           |                     |      |         |
| Giai đoạn                              | Giai đoạn | Tên                 | Đảng | Tư cách |
| tháng 3 năm 2001                       |           | Christian Pélissier |      |         |
| avril 2008                             |           | Christian Pélissier |      |         |
| Tất cả các dữ liệu trước đây không rõ. |           |                     |      |         |

## Thông tin nhân khẩu
| 1856                                         | 1954 | 1962 | 1968 | 1975 | 1982 | 1990 | 1999 |
| -------------------------------------------- | ---- | ---- | ---- | ---- | ---- | ---- | ---- |
| 751                                          | 272  | 201  | 233  | 219  | 216  | 212  | 231  |
| Số liệu từ năm 1968: Dân số không tính trùng |      |      |      |      |      |      |      |